# Joris Eeckhout
Joris Eeckhout, né à Deinze en 1887 et mort dans cette même localité en 1951, est un prêtre, poète et écrivain belge d'expression néerlandaise.

## Biographie
Joris Eeckhout fit ses études secondaires au Sint-Lievenscollege à  Gand.
Après son ordination sacerdotale, il fut successivement vicaire à Baarle-sur-Lys, Michelbeke, Vrasene et Gand. Plus tard, il fut nommé gérant du musée Dr Guislain à Gand et, en 1933, il devint membre de l'Académie royale flamande.
Il collabora à de nombreuses revues comme Jong Dietschland, Van onzen tijd, Vlaamsche Arbeid et Het Vlaamse land.
Dans ses Litteraire profielen, il a étudié de nombreux écrivains flamands et européens comme Félix Timmermans, François Mauriac, Marcel Proust, Georges Rodenbach, James Joyce, August Vermeylen, Karel van de Woestijne, Giovanni Pascoli ou Charles Du Bos.
En conclusion de l'étude qu'il a consacré au roman de Joseph Malègue, Augustin ou Le Maître est là, il a écrit à propos de la littérature flamande qu'elle ne pourra pas « présenter de véritables chefs-d'œuvre, du type d' Augustin, du point de vue de l'analyse et de la synthèse, qui compteront dans la littérature mondiale avant qu'elle n'ait cessé de se taire devant le problème que pose une époque tragique comme la nôtre ».
Un prix Joris Eeckhout a été  décerné tous les deux ans à un essai littéraire sur un ouvrage écrit de préférence en néerlandais par l'Académie royale de langue et de littérature néerlandaises à Gand.

## LIens externes
- Ressource relative à plusieurs domaines :   - ODIS
- Notice dans un dictionnaire ou une encyclopédie généraliste :   - Biografisch Portaal van Nederland
- Notices d'autorité :   - VIAF
  - ISNI
  - IdRef
  - LCCN
  - GND
  - Belgique
  - Pays-Bas
  - NUKAT
  - Tchéquie
  - WorldCat
- Œuvres et critiques des œuvres de Joris Eeckhout sur la Digitale Bibliotheek voor de Nederlandse letteren